# はるかりまあこ
はるかりまあこは、日本の3人組音楽ユニット。ソロのシンガーソングライターとしてそれぞれ活動するHALLCA、仮谷せいら、AmamiyaMaakoによるプロジェクト。所属レーベルはHKM Project。

## 概要
AmamiyaMaakoが自身の"WEAR" Release Tour（2019年12月、大阪・名古屋）に、以前より面識のあったHALLCAと仮谷せいらを誘ったことから親交を深め、楽曲製作を機にユニット結成。ユニット名はそれぞれの名前の一部を取って合わせたもの。命名は仮谷せいらのツイートから。作詞・作曲は3人それぞれ、もしくは共作であり、編曲はトラックメイカーのAmamiyaMaakoによるもの。このユニットは期間限定ではなく、それぞれのソロ活動と並行して長期的な活動継続が宣言されている。登場時の挨拶は、「はるかとかりやとまあこで、はるかりまあこでーす！」。

## メンバー
メンバー3人はそれぞれソロのシンガーソングライターとして活動中。
- HALLCA（はるか）：はるかりまあこのはる担当。兵庫県宝塚市出身、AB型、身長164cm。好きなものは、肉（赤身）、カフェラテ、夏、人。苦手なものは、雨、プチトマト、あんこ[7]。動物に例えるとウサギ[8]。メンバーのソロ名義曲でのお気に入りは、「What a day! / 仮谷せいら」、「モノクローム2020 / AmamiyaMaako」。
- 仮谷せいら（かりやせいら）：はるかりまあこのかり担当。大阪生まれ大阪育ち、B型、身長152cm。好きなものは、野菜、筋肉、睡眠、歌、ダンス、ビール。苦手なものは、雷、鰻、怒る人[9]。動物に例えると犬[8]。メンバーのソロ名義曲でのお気に入りは、「WANNA DANCE! / HALLCA」、「モノクローム2020 / AmamiyaMaako」。
- AmamiyaMaako（あまみやまあこ）：はるかりまあこのまあこ担当。神奈川県横浜市出身、AB型、身長152cm。好きなものは、groove、猫、DTM、洋服、Hoppy、ダイアン津田。苦手なものは、チャラ男、ガチ系アウトドア、納豆[10]。動物に例えると猫[8]。メンバーのソロ名義曲でのお気に入りは、「WANNA DANCE! / HALLCA」、「Milky Way / HALLCA」、「モイスチャーミルク / HALLCA」、「ONE S'MORE / 仮谷せいら」、「MYC / 仮谷せいら」、「ZAWA MAKE IT / 仮谷せいら」。

## 来歴
- 2018年
  - 4月7日、アソビタリナイ（代官山LOOP）に仮谷せいらとAmamiyaMaakoがそれぞれ出演[11]。
  - 9月15日、Make Happy!!（代官山LOOP）に仮谷せいらとAmamiyaMaakoがそれぞれ出演[12]。
- 2019年
  - 2月8日、アソビタリナイ（代官山LOOP）にHALLCAと仮谷せいらがそれぞれ出演[13]。
  - 3月3日、LUMINOUS 〜仮谷せいら×AmamiyaMaako〜（代官山LOOP）にて、仮谷せいらとAmamiyaMaakoがツーマンライブを開催[14]。2曲で共演（「今夜はブギー・バック」、「Hoppy Happy」）。
  - 3月12日、仮谷せいら×LOOP presents HOME Vol.1（代官山LOOP）に仮谷せいらとHALLCAがそれぞれ出演[15]。仮谷せいらのステージで「SO WHAT!?」にHALLCAが客演。
  - 3月16日、CROSS OVER FES.Vol.5（大須Dt.BLD）にHALLCAと仮谷せいらがそれぞれ出演[16]。
  - 3月17日、インストアライブ（タワーレコード大高店）にHALLCAと仮谷せいらがそれぞれ出演[17]。
  - 6月29日、AmamiyaMaako×LOOP presents SCRAMBLE（代官山LOOP）にAmamiyaMaakoとHALLCAがそれぞれ出演[18]。
  - 9月20日、AmamiyaMaako Presents Shibuya Scratch vol.5（渋谷GUILTY）にAmamiyaMaakoとHALLCAがそれぞれ出演[19]
  - 9月28日、CROSS OVER FES.Ladies1（2部）（大須Dt.BLD）に3人がそれぞれ出演[20]。AmamiyaMaakoのステージで「Night scope」にHALLCAが客演。
  - 9月29日、CROSS OVER FES.Ladies1×タワーレコード大高 連動インストアライブ（タワーレコード大高店）に3人がそれぞれ出演[20]。
  - 12月13日、AmamiyaMaako "WEAR" Release Tour in Osaka（北堀江club vijon）にHALLCA、仮谷せいらが帯同し、スリーマンライブを開催[21]。
  - 12月14日、AmamiyaMaako/HALLCA/仮谷せいら 合同イベント（タワーレコード難波店）開催。
  - 12月21日、AmamiyaMaako/HALLCA/仮谷せいら 合同イベント（タワーレコード大高店）開催。
  - 12月22日、AmamiyaMaako "WEAR" Release Tour in Nagoya（名古屋sunset BLUE）にHALLCA、仮谷せいらが帯同し、スリーマンライブを開催。
- 2020年
  - 3月11日、HALLCA & AmamiyaMaako名義にて「Floating Trip」を配信開始[22]。
  - 3月27日、ツアーの締め括りとしてスリーマンライブ・SHIBUYA THREE WAY JUNCTION（渋谷GUILTY）を予定していたが、コロナ禍により延期。
  - 6月22日、はるかりまあこ結成（3人のLINEの会話で、はるかりまあことしての楽曲製作を決定）[23]。
  - 8月22日、スリーマンライブdólce（代官山LOOP）のアンコールで、はるかりまあことして「Glitter」を初披露[24]。
  - 11月14日、スリーマンライブdólce 〜Daikanyama LOOP 12th Anniversary〜（代官山LOOP）を開催[25]。はるかりまあことしても出演し、「TERMINAL」を初披露。
  - 12月20日、HALLCA YouTube Live #70 はるかりまあこSpecial生配信[26]。
- 2021年
  - 3月3日、1st E.P.『TERMINAL』を配信リリース。表題曲「TERMINAL」のMVを公開[27]。AmamiyaMaako YouTubeライブ配信 #50記念&はるかりまあこEPリリーススペシャル（GUEST: はるかりまあこ）生配信[28]。
  - 3月4日、仮谷せいらがパーソナリティを務めるラジオ番組・MUSIC Dept.（BSCラジオ）にはるかりまあこが出演[29]。
  - 3月6日、1st E.P.「TERMINAL」Release Party!!（代官山LOOP）開催[30]。1st E.P.『TERMINAL』のCDを先行販売。
  - 3月10日、1st E.P.「TERMINAL」リリース記念インターネットサイン会（リミスタ）を生配信（ジャケットサイン、ソロブロマイドサイン＋特製Tシャツセット）[31]。
  - 3月17日、1st E.P.『TERMINAL』のCD発売[32]。発売記念イベントを開始（全3店舗）（特典会：MVメイキングダウンロードコードお渡し、ジャケットサイン、ポスターサイン[33]）。
  - 3月29日、Peach AviationのWeb CM「感動との待ち合わせ場所 奄美～フルバージョン～」に楽曲提供（CM用の書き下ろし、後にフルコーラス版を「One day traveler」として配信リリース）[34][35]。
  - 5月1日、JaccaPoP presents KUJIRA vol.11（渋谷DESEO mini）にて、3人それぞれに加えて、はるかりまあことしてもサプライズ出演。
  - 5月31日、仮谷せいら&PUMP! Presents HOME～Thank You"Daikanyama LOOP"Last Day～（代官山LOOP）に3人それぞれに加えて、はるかりまあこで大トリとして出演し（配信のみ）、代官山LOOPのフィナーレを飾る[36]。最終曲はアンコールでの「TERMINAL」[37]。
  - 8月10日、仮谷せいらのインスタライブにて、"One day traveler"リリース直前配信ライブを生配信。「One day traveler」（ワンコーラス版）と「Glitter」を披露。
  - 8月11日、LINE MUSICにて「旅してる気持ちになる曲」プレイリストを公開。紹介動画にHALLCAと仮谷せいらが出演。 ※プレイリスト選曲：「Bring It All Back / S Club 7」、「Soak Up The Sun / Sheryl Crow」、「Santeria / Sublime」、「One day traveler / はるかりまあこ」、「WINDY SUMMER / 杏里」、「RUN REMIX (feat. KREVA & VaVa) / tofubeats」、「All My Friends / Madeon」、「traveling / 宇多田ヒカル」、「Wagon / Caravan」、「Look at the Sky / Porter Robinson」（全10曲）
  - 8月14日、はるかりまあこ Presents "One day traveler" Release Party（代々木LODGE）開催[38]。新曲「One day traveler」、未発表新曲「Round and Round」を初披露。
  - 8月26日、仮谷せいらがパーソナリティを務めるラジオ番組・MUSIC Dept.（BSCラジオ）にはるかりまあこが出演。この夏のお気に入り曲として「Alcohol-Free / TWICE」を選曲。
  - 8月28日、1st E.P.「TERMINAL」発売記念イベント（HMV&BOOKS SHINSAIBASHI）にて大阪初登場。
  - 9月16日、仮谷せいらがギタリストの近田潔人（はるかりまあこのレコーディングにも参加）との結婚を発表[39]。HALLCA、AmamiyaMaakoそれぞれがお祝いコメントをツイート[40][41]。
  - 10月1日、AmamiyaMaako YouTube LIVE#80 有観客&配信ライブ（下北沢BREATH）に仮谷せいらがゲスト出演[42]。「今夜はブギー・バック」、「ONE S'MORE」で共演。
  - 12月28日、Make Happy!! ～Year End Party 2021～ DAY.1（代々木LODGE）に仮谷せいらとAmamiyaMaakoがそれぞれ出演[43]。
- 2022年
  - 1月9日、Make Happy!! 〜New Year Live 2022〜（代々木LODGE）に仮谷せいらとAmamiyaMaakoがそれぞれ出演[44]。
  - 1月20日、仮谷せいらがパーソナリティを務めるラジオ番組・MUSIC Dept.（BSCラジオ）にて、今週のおすすめアーティストとしてHALLCAを紹介。HALLCAもコメントを提供[45]。
  - 1月26日、生存戦略（高円寺HIGH）にHALLCAと仮谷せいらがそれぞれ出演[46]。
  - 2月11日、AmamiyaMaakoのワンマンライブ「"東京一望" Release Party」（代々木LODGE）をHALLCAと仮谷せいらが揃って観覧[47][48]。
  - 2月23日、HALLCAのワンマンライブ 2nd ALBUM『PARADISE GATE』release party "Road To Paradise"（GARRET udagawa）に"仮屋まあこ"がフラワーアレンジメントを献上。
  - 2月24日、仮谷せいらがパーソナリティを務めるラジオ番組・MUSIC Dept.（BSCラジオ）にAmamiyaMaakoがゲスト出演[49]。
  - 3月9日、AmamiyaMaakoと仮谷せいらが、小沢健二とスチャダラパーが仕掛けた「今夜はブギーバック」カバー企画に参加し、 AmamiyaMaako feat. 仮谷せいらとしてYouTubeでカヴァー・ヴァージョンを発表[50]。
  - 3月21日、Hang Out!!（代々木LODGE）に仮谷せいらとAmamiyaMaakoがそれぞれ出演[51]。「今夜はブギー・バック」で共演。
  - 6月19日、仮谷せいら ＆ PUMP! Presents 1st Album「ALWAYS FRESH」Release & Birthday Special（代々木LODGE）にAmamiyaMaakoが出演。「今夜はブギー・バック」で共演。
  - 6月20日、サイゾー（2022年6・7月号）AmamiyaMaako連載企画「スタジオはいります」に仮谷せいらのゲストインタビュー掲載。
  - 7月5日、AmamiyaMaako＆仮谷せいら 合同リリースイベント初日（HMV&BOOKS SHIBUYA）。他5箇所で開催（タワーレコード横浜ビブレ店、名古屋パルコ店、池袋店、錦糸町パルコ店、難波店）。名古屋パルコ店は体調不良により仮谷せいらは出演キャンセル。
  - 7月6日、AmamiyaMaakoのmini album『Drops』に「今夜はブギーバック feat. 仮谷せいら」収録。
  - 7月18日、AmamiyaMaako 2nd mini album "Drops" Release ONEMAN LIVE（代々木LODGE）に仮谷せいらがゲスト出演。AmamiyaMaako Band feat. 仮谷せいらとして、「今夜はブギーバック」、「Midnight TV」、「ONE S'MORE」、「Colorful World」を披露。
  - 7月24日、今夜はスプリット・ツアー in Nagoya（名古屋sunset BLUE）にAmamiyaMaakoと仮谷せいらがそれぞれ出演予定だったが、体調不良により仮谷せいらは出演キャンセル。
  - 8月6日、生存戦略（越谷イオンレイクタウンkaze 1F光の広場）にAmamiyaMaakoと仮谷せいらがそれぞれ出演。13:00スタートのフリー観覧ライブ。同日夜、HALLCAが出演するHANGOUT!!LIVE STUDIO LODGE ANNIVERSARY EVENT（代々木LODGE）に遊びに来たAmamiyaMaakoと仮谷せいらをHALLCAが誘い、HALLCAのステージの最後に急遽はるかりまあことして登場。「TERMINAL」を披露。はるかりまあことしてのライブパフォーマンスは、2021年8月21日の1st E.P.「TERMINAL」発売記念イベント（HMV&BOOKS SHINSAIBASHI）以来約1年ぶり。
  - 8月20日、One Night In Heaven -AmamiyaMaako2nd mini アルバム「Drops」 / 仮谷せいら1stアルバム「ALWAYS FRESH」リリースツアー-（北堀江club vijon）に仮谷せいらとAmamiyaMaakoがそれぞれ出演。
  - 8月27日、AmamiyaMaako 2nd mini アルバム「Drops」 / 仮谷せいら1stアルバム「ALWAYS FRESH」合同インストアイベント（六本松 蔦屋書店）およびAmamiyaMaako 2nd mini アルバム「Drops」 / 仮谷せいら1stアルバム「ALWAYS FRESH」リリースツアーin福岡（福岡graf）に仮谷せいらとAmamiyaMaakoがそれぞれ出演。お互いの曲をカバー（「Nobi Nobi No Style」、「東京一望」）。
  - 8月28日、BUTABARACITY（福岡Kieth Flack）に仮谷せいらとAmamiyaMaakoがそれぞれ出演。
  - 9月10日、AmamiyaMaako＆仮谷せいら＆Hau.合同インストアイベント（HMV仙台EBeanS）にAmamiyaMaakoと仮谷せいらがそれぞれ出演。
  - 9月11日、【Timetrip presents】仮谷せいら・AmamiyaMaakoアルバムリリースツアー＠仙台（仙台Monet）に仮谷せいらとAmamiyaMaakoがそれぞれ出演。お互いの曲のカバー（「Nobi Nobi No Style」、「東京一望」）に加えて、コラボコーナーにて2人で「熱帯のシトロナード」、当日出演していたHau.を交えた3人で「今夜はブギーバック」を披露。
  - 10月15日、ambitious OCTOBER PARTY（札幌KING XMHU）に仮谷せいらとAmamiyaMaakoがそれぞれ出演。
  - 10月23日、ほくりくアイドル部【定期公演】Vol.57（金沢AZ）に仮谷せいらとAmamiyaMaakoがSPECIAL GUEST出演。二人でシャッターチャンス!!（ほくりくアイドル部）のカバーを披露。
  - 10月30日、Hang Out!!～Halloween Party!! 2022～（代々木LODGE）に仮谷せいらとAmamiyaMaakoがそれぞれ出演[52]。
  - 11月14日、アソビタリナイ（CLUB CITTA'川崎）に仮谷せいらとAmamiyaMaakoがそれぞれ出演[53]。「今夜はブギー・バック」で共演。
  - 11月19日、スリーマンツアー名古屋REVENGE（名古屋sunset BLUE）に仮谷せいらとAmamiyaMaakoがそれぞれ出演。
  - 11月20日、Urban Pop Meeting 〜OSHATAKA vol.7（神戸RINKAITEN）にHALLCA、仮谷せいら、AmamiyaMaakoがそれぞれ出演。トリをつとめたAmamiyaMaakoのステージの最後に仮谷せいらと「今夜はブギーバック」を披露。その後、強制アンコールとしてHALLCAを呼び込み、はるかりまあこ登場。「熱帯のシトロナード」、「Glitter」を披露。はるかりまあことしてのライブパフォーマンスは、2022年8月6日のHANGOUT!!LIVE STUDIO LODGE ANNIVERSARY EVENT（代々木LODGE）以来約3ヶ月ぶり。
  - 12月16日、2022スリーマンツアーFINAL（代々木LODGE）に仮谷せいらとAmamiyaMaakoがそれぞれ出演。「今夜はブギー・バック」で共演。
  - 12月30日、Make Happy!! ～Year End Party 2022～ DAY.2（代々木LODGE）に仮谷せいらとAmamiyaMaakoがそれぞれ出演予定であったが、仮谷せいらは発熱により出演キャンセル。
- 2023年
  - 6月16日、仮谷せいら 1st Oneman Live & 30th Birthday Special（代々木LODGE）をHALLCAがフロア前方にて鑑賞。
  - 7月24日、久しぶりにはるかりまあこが集合して、仮谷せいらとAmamiyaMaakoがHALLCAの家を訪問。
  - 11月4日、HALLCA‘s BD tour "OUR HEAVEN"（渋谷CHELSEA HOTEL）を仮谷せいらとAmamiyaMaakoが鑑賞。
- 2024年
  - 1月6日、AmamiyaMaakoがInstagramではるかりまあこの新曲作りを示唆。
  - 1月28日、はるかりまあこインストアライブ（タワーレコード名古屋パルコ店 店内イベントスペース）出演。同日、CROSS OVER FES.特別編2部にHALLCA、仮谷せいら、AmamiyaMaakoそれぞれとはるかりまあことして出演し、新曲「CROSS OVER」を初披露。はるかりまあことしてのライブパフォーマンスは、2022年11月20日のHANGOUT!!LIVE Urban Pop Meeting 〜OSHATAKA vol.7（神戸RINKAITEN）以来約1年2ヶ月ぶり。
  - 6月29日、AmamiyaMaako Presents NEO SCRAMBLE（原宿strobeCAFE）にAmamiyaMaakoとHALLCAがそれぞれ出演。
  - 8月3日、AmamiyaMaako ONEMAN LIVE BUZZRILIPA+（下北沢Daisy Bar）をHALLCAが鑑賞。
  - 8月11日、HALLCAのRide on wave of love!～6th anniversary LIVE～（下北沢SPREAD）に"かりやまあこ"がフラワーアレンジメントを献上。
  - 9月8日、JaccaPop 15周年（渋谷Club Asia）にAmamiyaMaakoとHALLCAがそれぞれ出演。

- 2025年
  - 7月26日、公式Xアカウントが「We are はるかりまあこ♡♡♡」のメッセージと共にパワーパフガールズ風のイラストをポスト。

## 作品
順位はオリコン・ウィークリーランキング最高順位。

### EP
|   | リリース日   | タイトル | 販売形態 | 規格品番  | レーベル    | 順位 | 収録曲                                                                        | 備考 |
| - | ------------ | -------- | -------- | --------- | ----------- | ---- | ----------------------------------------------------------------------------- | --- |
| 1 | 2021年3月3日 | TERMINAL | CD、配信 | HKMP-0001 | HKM Project |      | 1. TERMINAL 2. Glitter 3. 熱帯のシトロナード 4. Brand New Day 5. キミにギフト | CDリリースは2021年3月17日（2021年3月6日、代官山LOOPにおける1st E.P.「TERMINAL」Release Party!!で先行販売） OTOTOYにてハイレゾ、ロスレス音源販売 1.2. 作詞・作曲：はるかりまあこ、編曲：AmamiyaMaako 3. 作詞・作曲：HALLCA、編曲：AmamiyaMaako 4. 作詞・作曲：仮谷せいら、編曲：AmamiyaMaako 5. 作詞・作曲・編曲：AmamiyaMaako Programming & All other Instruments : AmamiyaMaako Guitars , Cavaquinho（3.）, Mandolin（5.） : Kiyoto Konda Recorded by Rui Ishioka Mixed by Masaki Mori（agehasprings） Produced by HallKariMaako |

### 配信
|   | リリース日     | タイトル                                                   | 順位 | 備考 |
| - | -------------- | ---------------------------------------------------------- | ---- | --- |
| 1 | 2021年8月11日  | One day traveler                                           |      | OTOTOYにてハイレゾ、ロスレス音源販売 作詞・作曲・編曲：AmamiyaMaako ギター＆ベース：石岡塁 ギター：近田潔人 レコーディング、ミックス、マスタリング：森真樹 ビジュアルデザイン：水谷慎吾 Peach Aviation Web CM「感動との待ち合わせ場所 奄美～フルバージョン～」提供曲のフルコーラス版 |
| 2 | 2022年12月24日 | Glitter - はるかりまあこ（Back to the Electro Funk Remix） |      | カミノ・ザ・ファンクによるリミックス・ヴァージョン bandcampにて配信 |

### MV
|   | 公開日       | タイトル | 備考                                                                                       |
| - | ------------ | -------- | ------------------------------------------------------------------------------------------ |
| 1 | 2021年3月3日 | TERMINAL | ワンカット撮影、「TERMINAL」発売記念イベントの特典としてMVメイキングダウンロードコード配布 |

### 未音源化曲
- Round And Round ※2021年8月14日、はるかりまあこ Presents "One day traveler" Release Party（代々木LODGE）にて初披露。2024年1月18日、CROSS OVER FES.特別編2部（大須Dt.BLD）でも披露。
- Cross Over ※2024年1月18日、CROSS OVER FES.特別編2部（大須Dt.BLD）にて初披露。 ※CROSS OVER FES.への想いを込めた楽曲。イベントの一週間前に完成。

## ライブ

### ライブ、イベント
2020年
- 8月22日、dólce（代官山LOOP） ※アンコールではるかりまあことして「Glitter」を初披露
- 11月14日、dólce 〜Daikanyama LOOP 12th Anniversary〜（代官山LOOP） ※3人それぞれとはるかりまあこのステージで「TERMINAL」、「Glitter」を披露

2021年
- 3月6日、1st E.P.「TERMINAL」Release Party!!（代官山LOOP）※3人それぞれとはるかりまあこのステージを披露 ※E.P.『TERMINAL』全曲に加えて、「Floating Trip（はるかりまあこ Ver.）」、「I Want You Back（ジャクソン5カバー）」を披露
- 3月10日、1st E.P.「TERMINAL」リリース記念インターネットサイン会（リミスタ）
- 3月17日、「TERMINAL」発売記念イベント（HMV&BOOKS SHIBUYA） ※E.P.『TERMINAL』全曲披露
- 3月21日、「TERMINAL」発売記念イベント（タワーレコード横浜ビブレ店） ※E.P.『TERMINAL』全曲披露
- 3月26日、「TERMINAL」発売記念イベント（タワーレコード錦糸町パルコ店） ※E.P.『TERMINAL』全曲披露
- 5月1日、JaccaPoP presents KUJIRA vol.11（渋谷DESEO mini）[57] ※3人それぞれに加えて、はるかりまあことしてもサプライズ出演 ※「TERMINAL」、「熱帯のシトロナード」、「Peach Aviation Web CM曲（後の「One day traveler」のワンコーラス版）」、「Glitter」を披露
- 5月31日、仮谷せいら&PUMP! Presents HOME～Thank You"Daikanyama LOOP"Last Day～（代官山LOOP） ※3人それぞれとはるかりまあことしても出演（大トリ、配信のみ） ※無料生配信あり ※「TERMINAL」、「Glitter」、「キミにギフト」、「TERMINAL（encore）」を披露[37]
- 8月14日、はるかりまあこ Presents "One day traveler" Release Party（代々木LODGE） ※3人それぞれとはるかりまあこのステージを披露 ※E.P.『TERMINAL』全曲に加えて、「I Want You Back（ジャクソン5カバー）」、「波乗りジョニー（桑田佳祐カバー）」、新曲「One day traveler」、未発表新曲「Round and Round」を披露。スペシャルドリンク「熱帯のシトロナード」を提供
- 8月28日、「TERMINAL」発売記念イベント（HMV&BOOKS SHINSAIBASHI）[58] ※大阪初登場 ※「Brand New Day」を除くE.P.『TERMINAL』全曲と「One day traveler」を披露
- 8月29日、JaccaPoP 12ANNIVERSARY in OSAKA（北堀江club vijon） ※1部公演には仮谷せいら、AmamiyaMaakoそれぞれとはるかりまあこ（仮谷せいら×AmamiyaMaako : a.k.a.  かりまあこ、仮谷まあこ）として出演（タイムテーブル発表段階から）、2人で「TERMINAL」、「Glitter」、「今夜はブギー・バック（小沢健二 featuring スチャダラパー カバー）」を披露 ※2部公演には3人それぞれとはるかりまあこ（HALLCA×仮谷せいら×AmamiyaMaako）として出演、3人で「Brand New Day」を除くE.P.『TERMINAL』全曲と「One day traveler」を披露
- 9月12日、JaccaPoP 12ANNIVERSARY in TOKYO（渋谷Milkyway） ※HALLCA、仮谷せいら、AmamiyaMaakoの3人連名で60分間のタイムテーブル ※はるかりまあこの「TERMINAL」から始まり、メドレー形式でHALLCA～仮谷せいら～AmamiyaMaakoのソロセットを挟み込み、再びはるかりまあこというセットリスト。E.P.『TERMINAL』全曲と「One day traveler」を披露。

2022年
- 8月6日、HANGOUT!!LIVE STUDIO LODGE ANNIVERSARY EVENT（代々木LODGE） ※HALLCAのステージの最後に急遽はるかりまあことして登場し、「TERMINAL」を披露。
- 11月20日、Urban Pop Meeting 〜OSHATAKA vol.7（神戸RINKAITEN） ※AmamiyaMaakoのステージ後の強制アンコールではるかりまあこが集結し、「熱帯のシトロナード」、「Glitter」を披露。

2024年
- 1月28日、はるかりまあこインストアライブ（タワーレコード名古屋パルコ店 店内イベントスペース）
- 同日、CROSS OVER FES.特別編2部（大須Dt.BLD） ※3人それぞれとはるかりまあこのステージを披露。 ※新曲「CROSS OVER」を初披露。

## 出演

### 動画配信
|   | 公開日        | タイトル                                                             | 備考  |
| - | ------------- | -------------------------------------------------------------------- | ----- |
| 1 | 2021年2月11日 | 「TERMINAL」3/3配信&3/17流通リリース決定！                           | HKM01 |
| 2 | 2021年2月21日 | "友達がいない?!" "タイ料理屋で楽曲制作?!" はるかりまあこクロストーク | HKM02 |
| 3 | 2021年2月24日 | はるかりまあこ的vlog #衣装選び編                                     | HKM03 |
| 4 | 2021年2月27日 | はるかりまあこ「TERMINAL」配信リリース直前！制作担当曲初解禁！       | HKM04 |
| 5 | 2021年3月5日  | はるかりまあこダンス講座（TERMINAL & Glitter）                       | HKM05 |
| 6 | 2021年3月12日 | はるかりまあこ「TERMINAL」Music Video 撮影裏話！                     | HKM06 |

### ラジオ
- 東海ラジオ「OH! MY CHANNEL!」（2021年3月3日放送） ※出演：仮谷せいら
- BSCラジオ「MUSIC Dept.」（2021年3月4日放送） ※出演：はるかりまあこ
- ラジオ関西「週明けクマチャンネル」（2021年3月8日放送） ※出演：HALLCA、AmamiyaMaako
- RKBラジオ「オトナビゲーション」（2021年3月12日放送） ※出演：HALLCA
- NOAS FM「サンセットラウンジ／週刊レコードジャーナル」（2021年3月17日） ※出演：仮谷せいら
- NACK5「ラジオのアナ」（2021年3月18日） ※出演：AmamiyaMaako
- エフエム豊橋「やしの実高校~school of PM6~」（2021年3月23日放送） ※出演：仮谷せいら
- TBSラジオ「アフター6ジャンクション」（2021年3月29日放送）※出演：HALLCA ※1st E.P.「TERMINAL」Release Party!!（代官山LOOP）のライブ音源をオンエア
- エフエム石川「HELLO FIVE BOX」（2021年3月29日放送） ※出演：はるかりまあこ（コメント）
- エフエム石川「Sunset Express MOVE」（2021年3月29日放送） ※出演：AmamiyaMaako
- エフエム石川「HELLO FIVE BOX」（2021年3月30日放送） ※出演：はるかりまあこ（コメント）
- FM MOOV「KOBE HEARTY RADIO」（2021年4月6日放送） ※出演：はるかりまあこ（コメント）
- ラジオ日本「Happy Voice from YOKOHAMA」（2021年4月9日放送） ※出演：はるかりまあこ
- エフエム熊本「FMK RADIO BUSTERS」（2021年4月12日放送） ※出演：はるかりまあこ（コメント）
- エフエム豊橋「やしの実高校~school of PM6~」（2021年8月10日放送） ※出演：HALLCA、仮谷せいら（コメント） ※「One day traveler」初解禁
- BSCラジオ「MUSIC Dept.」（2021年8月26日放送） ※出演：はるかりまあこ

### MV
- 仮谷せいら「HOME」（2021年）[65] ※ライブ映像、EP『TERMINAL』のジャケット撮影およびMV「TERMINAL」の撮影風景が登場

## メディア掲載

### 雑誌
- サイゾー（2021年4・5月合併号）P様の匣 インタビュー掲載[66]

## アーティストグッズ
- HALLKARIMAAKO Tシャツ（白、黒） ※2021年3月10日、1st E.P.「TERMINAL」リリース記念インターネットサイン会（リミスタ）のスペシャルセットとして初登場[6] ※HALLKARIMAAKOの文字と3人それぞれのロゴ入り
- ソロブロマイド ※2021年3月10日、1st E.P.「TERMINAL」リリース記念インターネットサイン会（リミスタ）のスペシャルセットとして初登場[6] ※3人それぞれのブロマイド
- TERMINAL ポスター ※「TERMINAL」発売記念イベント特典（東京、大阪）[56] ※EP『TERMINAL』の販促用ポスター
- TERMINAL CARD ※「TERMINAL」発売記念イベント特典（東京のみ） ※「TERMINAL」MVメイキングダウンロードコード[56]
- 名古屋パルコ店限定特典ポスター ※はるかりまあこインストアライブ特典（2024年1月28日、タワーレコード名古屋パルコ店）